# Hirsutismus

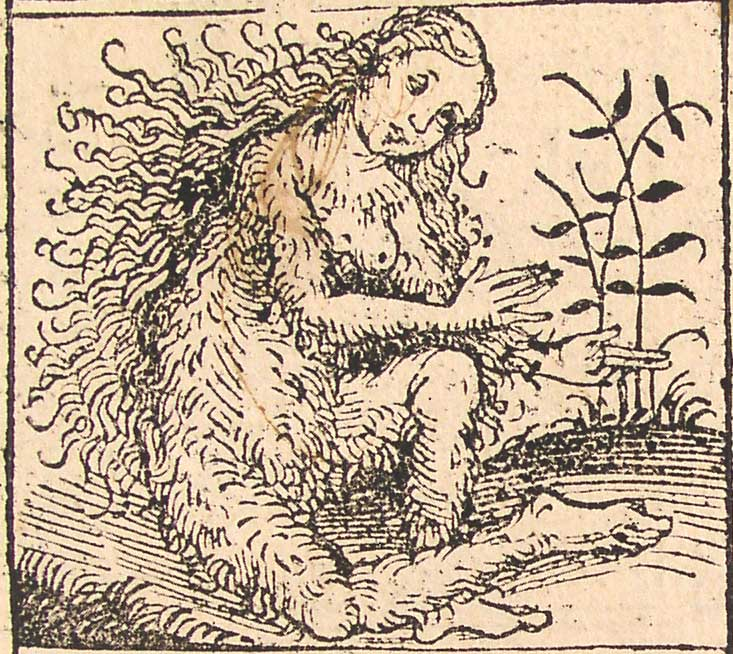
Frau mit Hirsutismus (Bild aus der Schedelschen Weltchronik von 1493)

Hirsutismus (lateinisch hirsutus „haarig“) ist ein männlicher Behaarungstyp bei Frauen und bezeichnet ein männliches Verteilungsmuster der Terminalhaare (Langhaare) bei der Frau. Er entsteht durch Umwandlung von Vellushaar in Terminalhaar und kann anlagebedingt (genetisch) oder (hormonell oder medikamentös verursacht) krankheitsbedingt sein. Die Grenze zum Normalzustand ist dabei fließend. Meist ist die Ursache für einen Hirsutismus eine vermehrte Androgenbildung. Der Hirsutismus ist abzugrenzen gegenüber der Hypertrichose, die eine androgenunabhängige verstärkte Körper- und Gesichtsbehaarung ohne ein männliches Verteilungsmuster darstellt.
Beim Hirsutismus finden sich beim sogenannten Damenbart anstelle unscheinbarer Vellushaare kräftigere Langhaare im Bereich der Koteletten (des ohrnahen Kieferbereichs), der Oberlippe (hier wiederum vermehrt in den seitlichen Bereichen) und am Kinn. Im Bereich des Stamms finden sich Haare im oberen Brustbeinbereich, um die Warzenhöfe sowie vom Bauchnabel in der Mittellinie zwickelförmig zur Schambehaarung ziehend. Die Schambehaarung selbst dehnt sich dabei auf die Oberschenkel aus, sodass anstelle einer (typisch scharf begrenzten) Dreiecksform eine eher breite Rhombusform entsteht. Die Oberschenkel, die Unterschenkel sowie die Unterarme sind ebenfalls unterschiedlich stark behaart.

## Verbreitung
Ein Hirsutismus kommt bei ca. 5–10 % der Frauen vor. Die Grenze zwischen Normalzustand und Hirsutismus ist fließend und abhängig vom genetischen Hintergrund. In einer Prävalenzstudie an 633 unselektierten weißen und schwarzen US-Amerikanerinnen konnten Catherine Marin DeUgarte und Mitarbeiter keine Unterschiede in Bezug auf die Hautfarbe finden.

## Ursachen
Hirsutismus kann verschiedene Ursachen haben:
- eine genetische Veranlagung ohne krankhaften Hintergrund, vor allem bei Südländerinnen (familiär-idiopathischer Hirsutismus), s. a. Präpuberale Hypertrichose
- ein polyzystisches Ovarialsyndrom, das zur verstärkten Produktion männlicher Sexualhormone durch die Eierstöcke führt
- ein adrenogenitales Syndrom (AGS), das in der Regel aber neben dem Hirsutismus noch andere Vermännlichungen mit sich bringt, weshalb hier von einer Androgenisierung bzw. Virilisierung gesprochen wird
- einen Androgen-produzierenden Tumor der Eierstöcke oder der Nebenniere
- ein Hypophysenadenom
- die Einnahme von Androgenen (z. B. bei Doping) oder von manchen Medikamenten wie Spironolacton (einem Aldosteron-Antagonisten) oder Cyclosporin A (einem Immunsuppressivum).

Hirsutismus ist häufig mit Übergewicht und Insulinresistenz vergesellschaftet.

## Diagnose
Zur Bestimmung der objektiven Kriterien kann der Ferriman-Gallwey-Index herangezogen werden, der für 9 Körperregionen die Verteilung der Terminalhaare anhand einer Skala von 0 bis 4 beschreibt. Zu den 9 Regionen gehören unter anderem die Oberlippe und die Brust. Allerdings ist dieser kein Maßstab für den Leidensdruck einer Patientin. Ein Hirsutismus wird bei einer Summe von 8 oder mehr Punkten diagnostiziert. Dabei gilt der Index nicht für Asiatinnen. 2001 wurde diese Methode verändert und um 10 Körperregionen erweitert. Darunter waren zum Beispiel Koteletten, Nacken und Unterarm. Jede Region hat ihr eigene Definition von der 4-Punkte-Skala.
Neben dem Ferriman-Gallwey-Index kommen auch folgende Methoden zur Bestimmung von Hirsutismus zum Einsatz:
- fotografische Beurteilung
- mikroskopische Messung: Dabei wird der Durchmesser der Schäfte gemessen und gezählt.
- Computer-basierte Schätzung
- Einteilung nach Baron:
  - Grad I: Haarstraße vom Genitalbereich zum Nabel, Behaarung der Oberlippe
  - Grad II: wie Grad I, plus Behaarung des Kinns und der Innenseite der Oberschenkel
  - Grad III: wie Grad II, plus Behaarung des Prästernalbereichs, des Rückens, des Gesäßes und der Schultern[2]

Hirsutismus und Zyklusunregelmäßigkeiten kommen bei rund 80 % der Frauen mit einem Cushing-Syndrom vor, sodass eine genaue Anamnese und körperliche Untersuchung obligatorisch sind. Ebenso verpflichtend ist die Bestimmung des freien Testosterons und des DHEA-Sulfats im Plasma. Erst wenn diese normal sind, kann die Diagnose idiopathischer Hirsutismus gestellt werden.
Deutlich erhöhte Testosteron- und DHEA-Sulfat-Werte sind mögliche Indikatoren für einen Tumor der Eierstöcke oder der Nebennieren.

## Akzeptanz

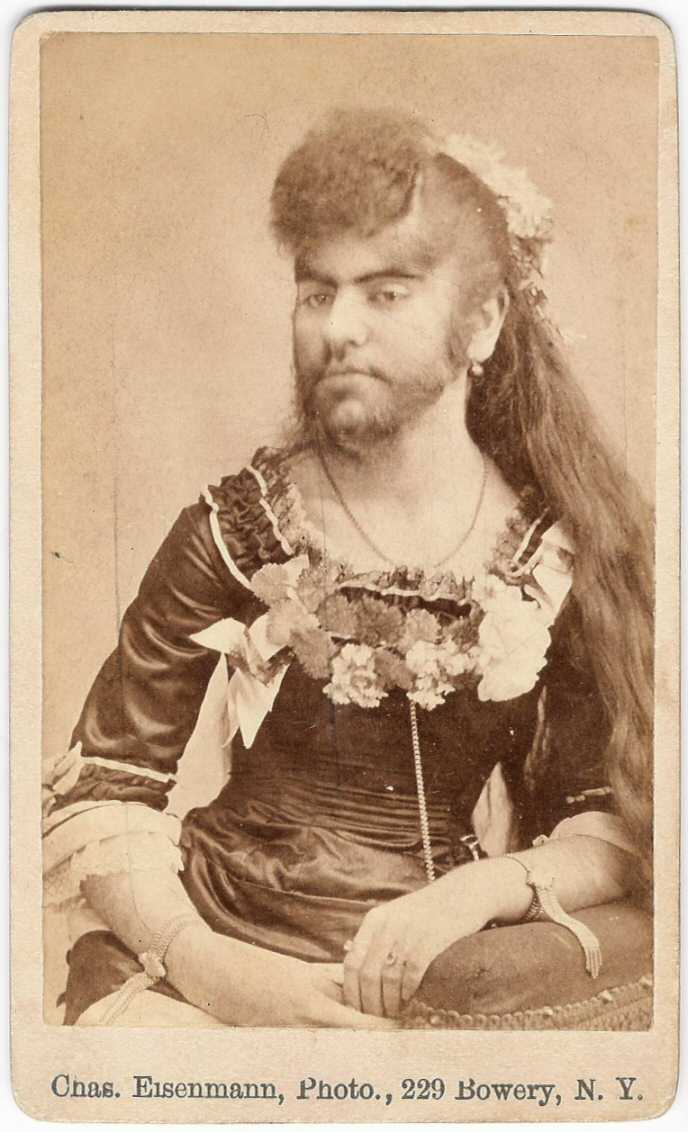
Annie Jones, eine „bärtige Dame“, wie sie im 19. Jh. auf sogenannten Sideshows auftraten

Die betroffenen Frauen können unter ihrer maskulinen Behaarung unterschiedlich stark leiden.
In der Studie von DeUgarte und Mitarbeitern fühlten sich gut 70 % der Frauen mit einem Indexwert von mindestens 3 als hirsut, ebenso viele mit einem Indexwert von zumindest 8. Demgegenüber fühlten sich nur 15,8 % der Frauen mit einem Indexwert unter 3 als zu stark behaart.
Die mexikanische Malerin Frida Kahlo hat ihren „kleinen Bart“ und ihre dicht zusammengewachsenen Augenbrauen bei Selbstporträts stets mitgezeichnet, oft sogar viel ausgeprägter als in Wirklichkeit, und entwickelte aus diesem Bruch mit traditionellen Schönheitsidealen ihr Markenzeichen.
Bärtige Frauen waren ein wichtiger Bestandteil der so genannten Freak Shows, die im 19. und zu Beginn des 20. Jahrhunderts durch die Lande zogen. Eine bekannte Bartfrau war Jane Barnell, die als Lady Olga Roderick bei einem Zirkus arbeitete und 1932 in Tod Brownings Filmklassiker Freaks mitspielte.
Das Bildnis der Margret Halseber stammt aus dem 16. Jahrhundert und wurde gleich in mehreren Exemplaren gemalt.

## Therapie
Teilweise kann bereits das Bleichen der Haare der betroffenen Frau ein kosmetisch befriedigendes Resultat liefern. Depilation und Epilation dienen der mechanischen Haarentfernung.
Die medikamentöse Behandlung einer zugrunde liegenden hormonellen Störung oder eines Tumors gehört in die Hand eines Endokrinologen oder eines Onkologen.
Eflornithin hemmt das an der Bildung des Haarschaftes durch den Haarfollikel beteiligte Enzym Ornithindecarboxylase irreversibel und ist zur Behandlung des Hirsutismus im Gesicht zugelassen. Als Creme wird es zweimal täglich aufgetragen. Wird die Behandlung beendet, geht die Wirkung innerhalb von zwei Monaten wieder verloren, und die Behaarung kehrt zurück.
Antiandrogene
- Cyproteronacetat und Chlormadinonacetat sind zwei Gestagene mit antiandrogener Fähigkeit, die zu den 17-OH-Progesteronen gehören. Sie blockieren kompetitiv den Androgenrezeptor. Bei dieser Behandlung werden den Betroffenen in der Regel orale Kontrazeptiva verschrieben, die eines dieser zwei Gestagene enthalten.
- Flutamid ist ein Antiandrogen, das die Wirkung der Androgene an den Zellkernen verhindert.
- Finasterid, ein 5α-Reduktase-Hemmer, der hauptsächlich zur Behandlung einer Prostatahyperplasie verwendet wird, hemmt die Umwandlung von Testosteron zu Dihydrotestosteron, welches potenter als Testosteron ist.
- Spironolacton wirkt den Mineralokortikoiden und den Androgenen entgegen.
- Drospirenon hat die gleichen Eigenschaften wie Spironolacton. Zusätzlich hat es eine gestagene Wirkung.

Alle Antiandrogene wirken teratogen (fruchtschädigend) und dürfen nur eingenommen werden, wenn eine Schwangerschaft sicher auszuschließen ist. Als unerwünschte Arzneimittelwirkung ist auf eine Leberschädigung zu achten, wobei Flutamid schwerwiegende Leberschädigungen verursachen kann. In einer Metastudie von Swiglo und Mitarbeitern, die im Februar 2008 veröffentlicht wurde, zeigte sich eine schwache Evidenz für eine geringe Wirksamkeit der Antiandrogene. Ein Effekt auf den Haarwuchs ist außerdem meist erst nach 4 bis 6 Monaten zu erwarten.
Insulin-Sensitizer
Metformin, eines der am längsten eingesetzten Antidiabetika, und andere Medikamente, welche die Insulinresistenz verbessern, wurden in einer Metastudie von Cosma und Mitarbeitern auf ihre Wirksamkeit bei Hirsutismus überprüft. Dabei wurde die Evidenz als unklar und inkonsistent und die Qualität der überprüften Studien als schlecht bis sehr schlecht bezeichnet. Metformin zeigte sich dabei sowohl Spironolacton als auch Flutamid unterlegen.